# Acacia synchronicia
Acacia synchronicia är en ärtväxtart som beskrevs av Bruce R. Maslin. Acacia synchronicia ingår i släktet akacior, och familjen ärtväxter. Inga underarter finns listade i Catalogue of Life.